# Nigidius lemeei
Nigidius lemeei là một loài bọ cánh cứng trong họ Lucanidae. Loài này được Bomans mô tả khoa học năm 1993.